# اگوادا دو گرو
اگوادا دو گرو (به اسپانیایی: Aguada de Guerra) یک منطقهٔ مسکونی در آرژانتین است که در ایالت ریو نگرو واقع شده‌است.

## خصوصیات
اگوادا دو گرو ۱۷۵ نفر جمعیت دارد.